# Адамава (эмират)

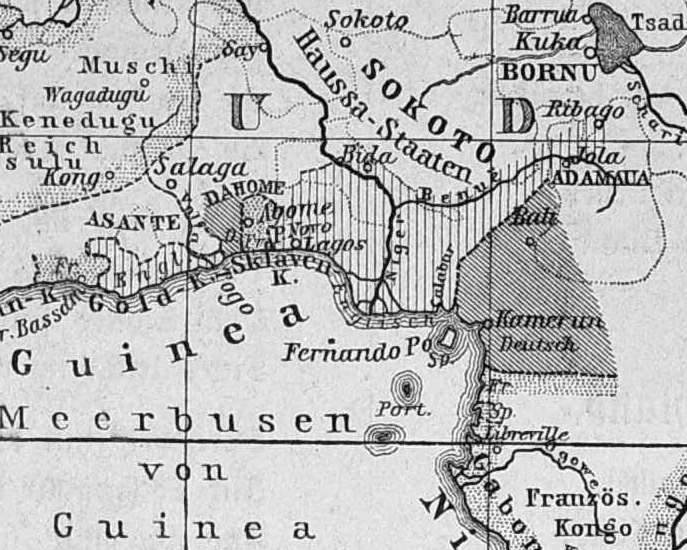

Адамава, или Фумбина — эмират, существовавший в Центральной Африке в конце XIX века, располагался в верховьях реки Бенуэ, на территории современных Нигерии и Камеруна, на плоскогорье Адамава на юго-востоке от Сокото, на юге от Борну, на юго-запад от Багирми, занимал 137 365 км² с населением 3,5 млн человек.
Адамава являлась провинцией царства Сокото, но поставляемый наместник управлял совершенно самостоятельно, именуя себя эмиром. Господствующим населением было племя фульбе. Столицей был город Джола, или Иола.
Государство Адамава образовалось в начале XIX века в результате восстания Османа дан Фодио и завоеваний местной феодальной верхушки фульбе. Сначала государство называлась Фомбина, а окончательное название получила по имени своего основателя и первого правителя — Адамы, сына одного из вождей фульбе. Адама присоединился к джихаду («священной войне»), которая была объявлена Османом. Тот предоставил Адаме титул ламидо фомбина («правитель юга»). Джихад, начатый Адамой в 1806 или 1809 году, продолжался более 40 лет.
К моменту образования Адамавы процесс формирования феодальных отношений находился здесь на начальной стадии: источниками доходов верхушки фульбе были кормления, дань, военная добыча, а также эксплуатация рабов. Социальное расслоение совпадало в большей степени с этническим. На середину XIX века рабы были значительной группой зависимого населения. После смерти Адамы в 1848 году власть и влияние ламидо (правителя) уменьшались из-за роста могущества верхушки фульбе и династических междоусобиц и снова усилились только в правление четвёртого ламидо — Зубейра (1890—1901). Он оказал сопротивление английским и германским колонизаторам, которые вошли на территорию Адамавы и захватили её в 1901—1903 годах. Окраинные земли были захвачены Францией. 
В 1907—1911 годах территория Адамавы была разделена между Великобританией, Германией и Францией и в дальнейшем входила в состав британской колонии и протектората Нигерия (провинция Йола, с 1926 года — провинция Адамава), Британского Камеруна (с 1922 года) и Французского Камеруна.